# 炎の戦線エル・アラメイン
『炎の戦線エル・アラメイン』（ほのおのせんせん エル・アラメイン、原題:El Alamein - La linea del fuoco）は、第二次世界大戦で行われたエル・アラメインの戦いを題材にしたイタリア映画。2002年公開。

## 概要
1942年10月から行われた第二次エル・アラメインの戦いを、敗北したイタリア軍新兵の視点で描いたもの。戦争を題材にした映画だが、敵との戦闘シーンよりも偵察や敗走の描写に重点が置かれている。

## あらすじ
使命感に燃える大学生のセッラは軍に志願し、北アフリカ戦線でイギリス軍と対峙しているパヴィア歩兵師団第27連隊に配属される。しかし着任早々近くを歩いていた伍長が砲撃で戦死してしまう。配属先の陣地も装備が不足し、満足な補給も受けられず、飲み水にさえ事欠く劣悪な環境だった。そんな中、日々の小競り合いで味方は次々と倒れていく。
そして敵の総反撃が開始されて味方は総崩れとなり、物陰に隠れて敵をやり過ごしたセッラは、砂漠に取り残されてしまう。そして、敵よりも恐ろしい砂漠の暑さと喉の渇きが、セッラに襲いかかる。

## キャスト
※括弧内は日本語吹替
- セッラ - パオロ・ブリグリア（平川大輔）
- リッツォ曹長 - ピエルフランチェスコ・ファヴィーノ（堀内賢雄）
- フォオーレ中尉 - エミリオ・ソルフリッツィ（小野健一）
- スパーニャ - ルチアーノ・スカルパ（桐本琢也）
- デ・ヴィータ - トマ・トラバッチ（田中正彦）
- タロッツィ - ピエロ・マッジオ（星野充昭）

## 受賞
- ダヴィッド・ディ・ドナテッロ賞 - 撮影賞、編集賞、録音賞